# José Gregorio Noriega
Pour les articles homonymes, voir Noriega.
José Gregorio Noriega est un homme politique vénézuélien.

## Biographie
Élu député suppléant lors des élections législatives vénézuéliennes de 2010, il est élu député lors des élections législatives vénézuéliennes de 2015. Accusé de corruption, il est exclu de Volonté populaire en 2019, puis placé sous sanctions américaines pour son soutien à Luis Parra, qui a été élu président de l'Assemblée nationale de manière controversée avec le soutien du régime chaviste.
À quelques mois des élections législatives vénézuéliennes de 2020, le 7 juillet 2020, le Tribunal suprême de justice (TSJ) décide de remplacer Emilio Graterón de la direction du parti Volonté populaire par José Gregorio Noriega. Le TSJ avait décidé de remplacer aussi la direction des autres partis d'opposition comme Action démocratique et Primero Justicia quelques semaines avant. La faction majoritaire décide de concourir sous la bannière de la Table de l'unité démocratique. Il est réélu député sous la bannière Volonté populaire.